# جانسون پارکر-اسمیت
جانسون پارکر-اسمیت (انگلیسی: Johnson Parker-Smith؛ ۱۴ ژانویه ۱۸۸۲ – ۱۳ ژوئیهٔ ۱۹۲۶) بازیکن لاکراس اهل بریتانیا بود که در بازی‌های المپیک تابستانی ۱۹۰۸ شرکت کرد. او عضوی از تیم بریتانیا بود که مدال نقره را به دست آورد. اسمیت در سال ۱۸۸۲ در چلفورد در نزدیکی مکلسفیلد در چشایر به دنیا آمد، پدرش، همچنین جانسون پارکر اسمیت، یک تاجر بود. اسمیت یک حسابدار رسمی شد.